# Rüdiger Kirschstein
Rüdiger Kirschstein (* 11. Januar 1941 in Breslau) ist ein deutscher Schauspieler.

## Leben
Er wuchs in Bayern, dem Ruhrgebiet und Berlin auf. 1945 floh er als Vierjähriger mit seiner sechsköpfigen Familie aus dem bombardierten Breslau nach Bayern. Als Halbwaise blieb er bis zu seinem zwölften Lebensjahr in einem Waisenhaus in Sulzbach-Rosenberg, um dort die Realschule zu besuchen. 1952 zog die Familie ins Ruhrgebiet nach Essen, wo er seinen Realschulabschluss machte. Auf dem Priwall in Lübeck-Travemünde wurde er 1958 zum Seemann ausgebildet und befuhr anschließend drei Jahre lang auf Handelsschiffen die Weltmeere.
Nur zum Teil wurde seine Abenteuerlust befriedigt, der Hang zur darstellenden Kunst gar nicht. So kehrte er nach Essen zurück und begann dort, im Ensemble des Pantomimen Jean Soubeyran (und in Pariser Sommersemestern bei Marcel Marceau), eine Ausbildung zum Pantomimen, führte eigene Programme vor und beteiligte sich an Tourneen mit dem Soubeyran-Ensemble.
Anschließend besuchte er die Folkwang-Hochschule in Essen, wobei er neben dem Schauspielstudium in den Abteilungen Grafik, Design, Textil und Fotografie als Gaststudent teilnahm (hier lernte er seine spätere Frau Rita Leska kennen).
Es folgten Theaterengagements am Theater Dortmund, Staatstheater Stuttgart (1968/1969), Schauspielhaus Zürich (1969/1970). Danach gründete er zusammen mit Rita Leska, acht weiteren Schauspielkollegen und Peter Stein die „Schaubühne am Halleschen Ufer“ in Berlin mit festem Ensemblebestand.
Gastspiele führten ihn zu den Ruhrfestspielen Recklinghausen, ans Schauspielhaus Bochum, ans Schillertheater Berlin und Abstecher an Theater in Mailand, Florenz und Zürich.
Seit 1973 ist er als freischaffender Schauspieler tätig. Recherchereisen und Dreharbeiten führten ihn durch ganz Europa, Nord- und Südafrika, Namibia, Thailand und Lateinamerika; wo er sich – zusammen mit Rita Leska – für sozialistische Befreiungsbewegungen und gegen Militärdiktaturen einsetzte sowie internationale Solidaritätsaktionen für Menschenrechte unterstützte.
Er spielte in vielen TV-Produktionen mit, aber seinen wohl größten Erfolg hatte er mit der Serie Auf Achse, in der er eine der beiden Hauptrollen spielte, den Fernfahrer Günther Willers an der Seite von Manfred Krug. Neben seiner Rolle als Günther Willers hatte er großen Anteil an der Bearbeitung und Verfertigung der Drehbücher zu der Serie Auf Achse. Vor dieser Rolle verkörperte er 1977 den Assistenten Dressler in dem Klassiker Reifezeugnis mit Nastassja Kinski und Christian Quadflieg in der Reihe Tatort an der Seite von Kommissar Finke (Klaus Schwarzkopf).
Mit Hauptrollen besetzt, wirkte Rüdiger Kirschstein in über 120 TV- und Kinofilmen mit. Seit 1995 widmet sich Kirschstein der Malerei, die bereits an verschiedenen Orten ausgestellt wurden. Sein Atelier steht in den Bergen der spanischen Costa Blanca in seiner einsam gelegenen Finca. Er lebt dort – zusammen mit seiner Frau Rita Leska – und zeitweise in Berlin-Kreuzberg.

## Filmografie
- 1969: Rebellion der Verlorenen
- 1970: Die sich Christen nennen (TV)
- 1970: Tage der Rache (TV-Miniserie)
- 1971: Die Mutter (TV-Theater-Aufzeichnung)
- 1971: Peer Gynt (Mehrteiler)
- 1973: Die Wollands
- 1973: Geschichtspunkte (TV)
- 1974: Die bürgerlich-badische Revolution von 1848 (TV)
- 1974: Die Aula (TV)
- 1974: Der Boxer (TV)
- 1975: Kommissariat 9 – Ich bin ein Europäer (TV)
- 1975: Die Baronin (TV)
- 1975: Erziehung durch Dienstmädchen (TV)
- 1976: Der Fangschuß
- 1976: Tatort – Reifezeugnis
- 1976: Zwei Tore hat der Hof (TV)
- 1978: Mein lieber Mann (Serie)
- 1978: Rheingold
- 1978: Marija
- 1978: Tagebuch des Verführers
- 1977–1991: Auf Achse (Serie, 4 Staffeln)
- 1979: Femme fatale (Kino)
- 1981: Käthchen von Heilbronn (TV)
- 1980: Berlin Mitte
- 1983: Nordlichter: Geschichten zwischen Watt und Weltstadt (TV)
- 1983: Nachtärzte (Médicine du nuit) (TV-Serie – 12 Folgen)
- 1982: Tatort – Blinde Wut
- 1984: Die Krimistunde (Fernsehserie, Folge 9, Episode: "2 Zehntel")
- 1984: Ein Kriegsende
- 1984: Eine Klasse für sich (Serie)
- 1986: Nebel im Fjord der Lachse (TV)
- 1987: Ein Fall für zwei (Fernsehserie, Folge 47, Episode: "Zorek muß schießen")
- 1988: Rosinenbomber
- 1988: Heimatmuseum (Mehrteiler)
- 1988: Ein Fall für zwei – Alte Liebe (Serie)
- 1989: Die Männer vom K3 – Augen zu und durch (Serie)
- 1990: SOKO 5113 – Die Vergangenheit kennt kein Ende (Serie)
- 1991: Ein Fall für zwei – Todesspiel (Serie)
- 1994: Alles Glück dieser Erde (Serie)
- 1996: Ein Fall für zwei – Auf Sand gebaut (Serie)
- 1996: SOKO 5113 – Geruch (Serie)
- 1997: Monika Lindt (TV-Serie – 9 Folgen)
- 1998: Wer zuletzt lügt... (TV)
- 1999: Wolffs Revier – Bangkok – Berlin (Serie)